# Jarmo Saastamoinen
Jarmo Saastamoinen( 20 de Setembro de 1967 em Vantaa) é um ex-futebolista da Finlândia .

## Clubes
- 1987-1994 : FC Lahti  Finlândia
- 1995 : AIK Solna  Suécia
- 1996 : FF Jaro  Finlândia
- 1997-2000 : HJK Helsinki  Finlândia
- 2001 : FC Haka  Finlândia